# サハクィエル
サハクィエル (Sahaquiel) は「空の天使」と呼ばれ、旧約聖書偽典『第三エノク書』で七大天使のひとつに挙げられている。語義は「神の創意 Ingenuity of God」。